# Johann August Krafft (Lithograf)
Johann August Krafft (* 1. Juni 1792 in Wien; † 3. November 1870 in Bamberg) war Maler und Lithograph. Er war der Sohn des Apothekers Josef Krafft und dessen Ehefrau, der Malerin Barbara Krafft.
Er wurde von seiner Mutter in der Kunst unterrichtet und begleitete sie auf allen ihren Reisen. In Bamberg trat er zuerst als ausübender Künstler auf. Gemälde in Öl finden sich bisher wenige von seiner Hand, da er sich größtenteils mit der Lithographie und mit der Malerei in Wasserfarben beschäftigte. Der Künstler lebte ab 1828 in München und kehrte 1853 nach Bamberg zurück, wo er unter dürftigen Verhältnissen starb.

## Werke (Auswahl)
- Der Jahrmarkt; nach einem Gemälde von C. Pitz in der Galerie in Bamberg; für die Wachstuch-Fabrik in Bamberg ausgeführt.
- Das Bild des Herzogs Wilhelm von Birkenfeld. 1832.
- Domdechant J. von Heckenstaller nach Hellerhoven.
- Otto I. von Griechenland. Die Platte gab aber nur wenige Abdrücke.
- Die Leidensstationen des Herrn.